# 安格斯迪鲨
狭齿耳齒鯊（学名：Otodus angustidens)，有时被译做安格斯迪鲨,是已灭绝的耳齒鯊属鱼类，生存于渐新世到中新世的新西兰。其学名“angustidens”意为狭窄，这是形容它们的牙齿形状狭窄。

## 简介
它们身长约9.3米(甚至更大)，科学家们估计它们是顶级掠食者，主要以鲸类为食、它们比现存的噬人鲨还要巨大。